# Pierre Parent
Pierre Parent, né le 5 février 1893 à Péronne et mort le 18 novembre 1957 à Rabat, est un homme politique français.

## Biographie
Il est député des Citoyens français du Maroc à l'Assemblée nationale constituante du 21 octobre 1945 au 10 juin 1946.